# Armstrong (Iowa)
Armstrong é uma cidade localizada no estado americano de Iowa, no Condado de Emmet.

## Demografia
Segundo o censo americano de 2000, a sua população era de 979 habitantes. 
Em 2006, foi estimada uma população de 896, um decréscimo de 83 (-8.5%).

## Geografia
De acordo com o United States Census Bureau tem uma área de 
2,1 km², dos quais 2,1 km² cobertos por terra e 0,0 km² cobertos por água. Armstrong localiza-se a aproximadamente 381 m acima do nível do mar.

## Localidades na vizinhança
O diagrama seguinte representa as localidades num raio de 20 km ao redor de Armstrong. 